# Timo Scheider

## Racingkarriär
Efter att ha blivit tvåa i det tyska F3-mästerskapet 1997 blev Schieder sedan förare i DTM för Opel och sedan för Audi.
Han tog i de två första tävlingarna under säsongen 2008 en seger och två pole position, och fortsatte säsongen i övertygfande stil och vann till slut sensationellt titeln före skotten Paul di Resta.